# Maelström
Maelström je druhé studiové album české rockové skupiny Hudba Praha. Album vydalo v roce 1993 vydavatelství Monitor. Autorem většiny skladeb je frontman skupiny Michal Ambrož, několik skladeb pochází od jiných autorů. V roce 2009 vyšlo album v reedici.

## Seznam skladeb
| Pořadí | Název            | Hudba     | Text      | Délka |
| ------ | ---------------- | --------- | --------- | ----- |
| 1.     | Většinu rán      | Ambrož    | Ambrož    | 4:14  |
| 2.     | Double krchovský | Ambrož    | Krchovský | 2:52  |
| 3.     | Noci             | Wünsch    | Wünsch    | 4:22  |
| 4.     | Maelström        | Ambrož    | Ambrož    | 3:16  |
| 5.     | Povolení         | Ambrož    | Ambrož    | 6:37  |
| 6.     | Pokrok           | Ambrož    | Ambrož    | 4:32  |
| 7.     | Vlaky            | Ambrož    | Ambrož    | 3:48  |
| 8.     | Hospoda          | Ambrož    | Krchovský | 4:07  |
| 9.     | Zkrat            | Ambrožová | Ambrožová | 7:02  |
| 10.    | Pal vocuď        | Ambrož    | Ambrož    | 3:09  |
| 11.    | Máma táta        | Ambrož    | Ambrož    | 5:26  |
| 12.    | Proč jsi ho jeď? | Kandl     | Palme     | 5:08  |

## Sestava
- Michal Ambrož – zpěv, kytara
- Vladimír Zatloukal – kytara
- Bohumil Zatloukal – kytara
- Jan Ivan Wünsch – baskytara
- Karel Malík – saxofon, zpěv
- Jarmila Koblicová – zpěv
- Daniela Starhonová-Čelková – zpěv[1]
- Ludvík Kandl – bicí